# Fórmula México
La Fórmula México fue una serie de automovilismo de monoplazas que uso autos de Fórmula 3.

## Historia
La Fórmula México fue creada en 2017 con los monoplazas de las categorías LATAM Challenge Series, Panam GP Series y Fórmula Renault, esto para establecer una categoría de autos tipo fórmula al nivel de la Fórmula 3, pero con gastos controlados para poder garantizar la entrada de nuevos pilotos.
Cada fecha de la Fórmula México está compuesta de dos días de actividades, los días viernes se llevan a cabo dos sesiones de práctica, la clasificación y la primera carrera, mientras que los días sábado se realiza un warm up y la segunda carrera.
La categoría compite circuitos como el Autódromo Hermanos Rodríguez, el Autódromo Miguel E. Abed  y el Autódromo de Querétaro.
Bajo el concepto control de precios el presupuesto para correr en la Fórmula México no supera el millón de pesos (50 000 dólares) por temporada y 100 000 pesos (5 000 dólares) por evento de dos carreras.

## Monoplazas
Los monoplazas de Fórmula México usan chasís de fibra de carbono, neumáticos tipo slick Pirelli y pueden alcanzar velocidades superiores a los 250 km/h.

## Campeones
| Temporada | Campeón              | Equipo        |
| --------- | -------------------- | ------------- |
| 2017      | Eduardo Lopez        | N/A           |
| 2018      | Mariano del Castillo | RE Racing     |
| 2019      | Daniel Escoto        | Escoto Racing |

## Circuitos
- Negrita denota un circuito de Fórmula 1 que actualmente está en el calendario.

| Número | Circuitos                    |
| ------ | ---------------------------- |
| 1      | Autódromo Miguel E. Abed     |
| 2      | Autódromo Hermanos Rodríguez |
| 3      | Autódromo de Querétaro       |